# Bruno Croix
Bruno Croix, né le 18 juillet 1975 à Maubeuge, est un joueur de basket-ball français. Il mesure 2,06 m.

## Clubs
- 1992 - 1994 :  Antibes (Pro A) espoir
- 1994 - 1995 :  Limoges (Pro A) espoir
- 1995 - 1996 :  PSG Paris (Pro A) espoir
- 1996 - 1997 :

puis  Chalon-sur-Saône (Pro A)
- 1997 - 1998 :
- 1998 - 1999 :  Denain (Nationale 2)
- 1999 - 2000 :  Autun (Nationale 1)
- 2000 - 2001 :  Clermont (Nationale 2)
- 2001 - 2002 :  Autun (Nationale 1)
- 2002 - 2003 :  Denain (Nationale 2)
- 2003 - ???? :
- 2006 - 2007 :  Pontois ASB